# Wayne Joseph Kirkpatrick

Wappen von Wayne Joseph Kirkpatrick

Wayne Joseph Kirkpatrick (* 5. Juni 1957 in St. Catharines, Kanada) ist ein kanadischer Geistlicher und römisch-katholischer Bischof von Antigonish.

## Leben
Wayne Joseph Kirkpatrick empfing am 1. September 1984 das Sakrament der Priesterweihe für das Bistum Saint Catharines.
Am 18. Mai 2012 ernannte ihn Papst Benedikt XVI. zum Titularbischof von Aradi und zum Weihbischof in Toronto. Der Erzbischof von Toronto, Thomas Kardinal Collins, spendete ihm am 25. Juli desselben Jahres die Bischofsweihe; Mitkonsekratoren waren der emeritierte Bischof von Saint Catharines, John Aloysius O’Mara, und der Bischof von Saint Catharines, Gerard Paul Bergie. Sein Wahlspruch ist Abide in me as I abide in you [Bleibt in mir, dann bleibe ich in euch (Joh 15,4 )]
Papst Franziskus ernannte ihn am 18. Dezember 2019 zum Bischof von Antigonish. Die Amtseinführung fand am 3. Februar des folgenden Jahres statt.